# Anthony Stewart
Anthony Stewart (* 1. května 1985 v LaSalle, Québec) je bývalý kanadský hokejový útočník.

## Hráčská kariéra
Byl draftován v NHL v roce 2003 v 1. kole (celkově 25.) týmem Florida Panthers v době, kdy hrál za Kingston Frontenacs v lize OHL. V sezóně 2004/05 začal hrát na farmě Panthers v San Antonio Rampage kde odehrál deset zápasů. V následujícím ročníku odehrál v nové farmě Pantheru v Rochester Americans čtyři zápasy v nichž nasbíral pět bodů a v hlavním týmu Florida Panthers debutoval v NHL 18. října 2005 proti týmu New Jersey Devils kdy zaznamenal svůj první bod v NHL. V následujícím zápasu kdy se konal 20. října 2005 vstřelil svůj první gól v NHL proti týmu Washington Capitals brankáři Olaf Kölzig. Sezóny 2006/07 a 2007/08 hrával především na farmě v Rochester Americans, ale někdy byl povoláván zpátky do hlavního týmu Florida Panthers kdy nahrazoval zraněné hráče. V sezóně 2008/09 zapadl do kádru Floridy Panthers kde odehrál 59 zápasů. 13. července 2009 podepsal smlouvu na jeden rok s týmem Atlanta Thrashers jako volný hráč. V první sezóně v novém týmu Atlanta Thrashers hrával jenom na jejich farmě v týmu Chicago Wolves. Ve druhé sezóně hrával v hlavním týmu Atlanta Thrashers kde odehrál 80 zápasů, v nichž si připsal 14 gólů a 25 asistencí.

## Ocenění a úspěchy
- 2003 CHL - Top Prospects Game
- 2003 MS-18 - All-Star Tým
- 2004 MSJ - Nejlepší nahrávač
- 2004 MSJ - Nejlepší hráč v pobytu na ledě +/-

## Prvenství

### NHL
- Debut - 18. října 2005 (New Jersey Devils proti Florida Panthers)
- První asistence - 18. října 2005 (New Jersey Devils proti Florida Panthers)
- První gól - 20. října 2005 (Florida Panthers proti Washington Capitals, německému brankáři Olaf Kölzig)
- První hattrick - 15. října 2010 (Anaheim Ducks proti Atlanta Thrashers)

### KHL
- Debut - 12. října 2013 (Avtomobilist Jekatěrinburg proti HK Dynamo Moskva)
- První gól - 21. října 2013 (HK Sibir Novosibirsk proti Avtomobilist Jekatěrinburg, finskému brankáři Mikko Koskinen)
- První asistence - 24. listopadu 2013 (Avtomobilist Jekatěrinburg proti HC Slovan Bratislava)

## Klubové statistiky
| Sezóna       | Klub                       | Soutěž       |     | Základní část | Základní část | Základní část | Základní část | Základní část |   | Play off | Play off | Play off | Play off | Play off |
| Sezóna       | Klub                       | Soutěž       | Z   | G             | A             | B             | TM            | Z             | G | A        | B        | TM       |          |          |
| 2000/2001    | North York Canadiens       | MTHL         | 34  | 30            | 70            | 100           | —             | —             | — | —        | —        | —        |          |          |
| 2000/2001    | St. Michael's Buzzers      | OPJHL        | 5   | 0             | 2             | 2             | 0             | —             | — | —        | —        | —        |          |          |
| 2001/2002    | Kingston Frontenacs        | OHL          | 65  | 19            | 24            | 43            | 12            | 1             | 0 | 0        | 0        | 0        |          |          |
| 2002/2003    | Kingston Frontenacs        | OHL          | 68  | 32            | 38            | 70            | 47            | —             | — | —        | —        | —        |          |          |
| 2003/2004    | Kingston Frontenacs        | OHL          | 53  | 35            | 23            | 58            | 76            | 5             | 3 | 4        | 7        | 7        |          |          |
| 2004/2005    | Kingston Frontenacs        | OHL          | 62  | 32            | 35            | 67            | 70            | —             | — | —        | —        | —        |          |          |
| 2004/2005    | San Antonio Rampage        | AHL          | 10  | 1             | 2             | 3             | 14            | —             | — | —        | —        | —        |          |          |
| 2005/2006    | Rochester Americans        | AHL          | 4   | 2             | 3             | 5             | 0             | —             | — | —        | —        | —        |          |          |
| 2005/2006    | Florida Panthers           | NHL          | 10  | 2             | 1             | 3             | 2             | —             | — | —        | —        | —        |          |          |
| 2006/2007    | Rochester Americans        | AHL          | 62  | 13            | 14            | 27            | 64            | 6             | 2 | 0        | 2        | 2        |          |          |
| 2006/2007    | Florida Panthers           | NHL          | 10  | 0             | 1             | 1             | 2             | —             | — | —        | —        | —        |          |          |
| 2007/2008    | Rochester Americans        | AHL          | 54  | 13            | 18            | 31            | 61            | —             | — | —        | —        | —        |          |          |
| 2007/2008    | Florida Panthers           | NHL          | 26  | 0             | 1             | 1             | 0             | —             | — | —        | —        | —        |          |          |
| 2008/2009    | Florida Panthers           | NHL          | 59  | 2             | 5             | 7             | 34            | —             | — | —        | —        | —        |          |          |
| 2009/2010    | Chicago Wolves             | AHL          | 77  | 13            | 18            | 31            | 67            | 13            | 9 | 3        | 12       | 6        |          |          |
| 2010/2011    | Atlanta Thrashers          | NHL          | 80  | 14            | 25            | 39            | 55            | —             | — | —        | —        | —        |          |          |
| 2011/2012    | Carolina Hurricanes        | NHL          | 77  | 9             | 11            | 20            | 30            | —             | — | —        | —        | —        |          |          |
| 2012/2013    | Nottingham Panthers        | EIHL         | 19  | 6             | 5             | 11            | 14            | —             | — | —        | —        | —        |          |          |
| 2012/2013    | Manchester Monarchs        | AHL          | 30  | 4             | 3             | 7             | 31            | 4             | 1 | 0        | 1        | 0        |          |          |
| 2013/2014    | Avtomobilist Jekatěrinburg | KHL          | 19  | 1             | 1             | 2             | 6             | —             | — | —        | —        | —        |          |          |
| 2013/2014    | HC Fribourg-Gottéron       | NLA          | 12  | 3             | 5             | 8             | 20            | —             | — | —        | —        | —        |          |          |
| 2013/2014    | Rapperswil-Jona Lakers     | NLA          | 2   | 0             | 1             | 1             | 0             | —             | — | —        | —        | —        |          |          |
| 2014/2015    | KHL Medveščak              | KHL          | 12  | 1             | 1             | 2             | 6             | —             | — | —        | —        | —        |          |          |
| 2015/2016    | Jonquière Marquis          | LNAH         | 12  | 3             | 8             | 11            | 16            | 11            | 9 | 1        | 10       | 8        |          |          |
| Celkem v NHL | Celkem v NHL               | Celkem v NHL | 262 | 27            | 44            | 71            | 123           | —             | — | —        | —        | —        |          |          |

## Reprezentace
| Rok                       | Tým                       | Soutěž                    | Z  | G  | A | B  | TM |
| ------------------------- | ------------------------- | ------------------------- | -- | -- | - | -- | -- |
| 2003                      | Kanada 18                 | MS-18                     | 7  | 0  | 6 | 6  | 6  |
| 2004                      | Kanada 20                 | MSJ                       | 6  | 5  | 6 | 11 | 2  |
| 2005                      | Kanada 20                 | MSJ                       | 6  | 3  | 1 | 4  | 0  |
| Juniorská kariéra celkově | Juniorská kariéra celkově | Juniorská kariéra celkově | 19 | 14 | 7 | 21 | 8  |